# British Aerospace 125
British Aerospace 125 (BAe 125) je britský dvoumotorový proudový dopravní dolnoplošník kategorie business jet s příďovým zatahovacím podvozkem.  Původně byl vyvinut ve společnosti de Havilland a zpočátku značen jako DH125 Jet Dragon, do výroby se dostal jako Hawker Siddeley HS.125, přičemž označení bylo užíváno do roku 1977.  Později byly novější varianty tohoto typu uváděny na trh jako Hawker 800.

## Vznik a vývoj

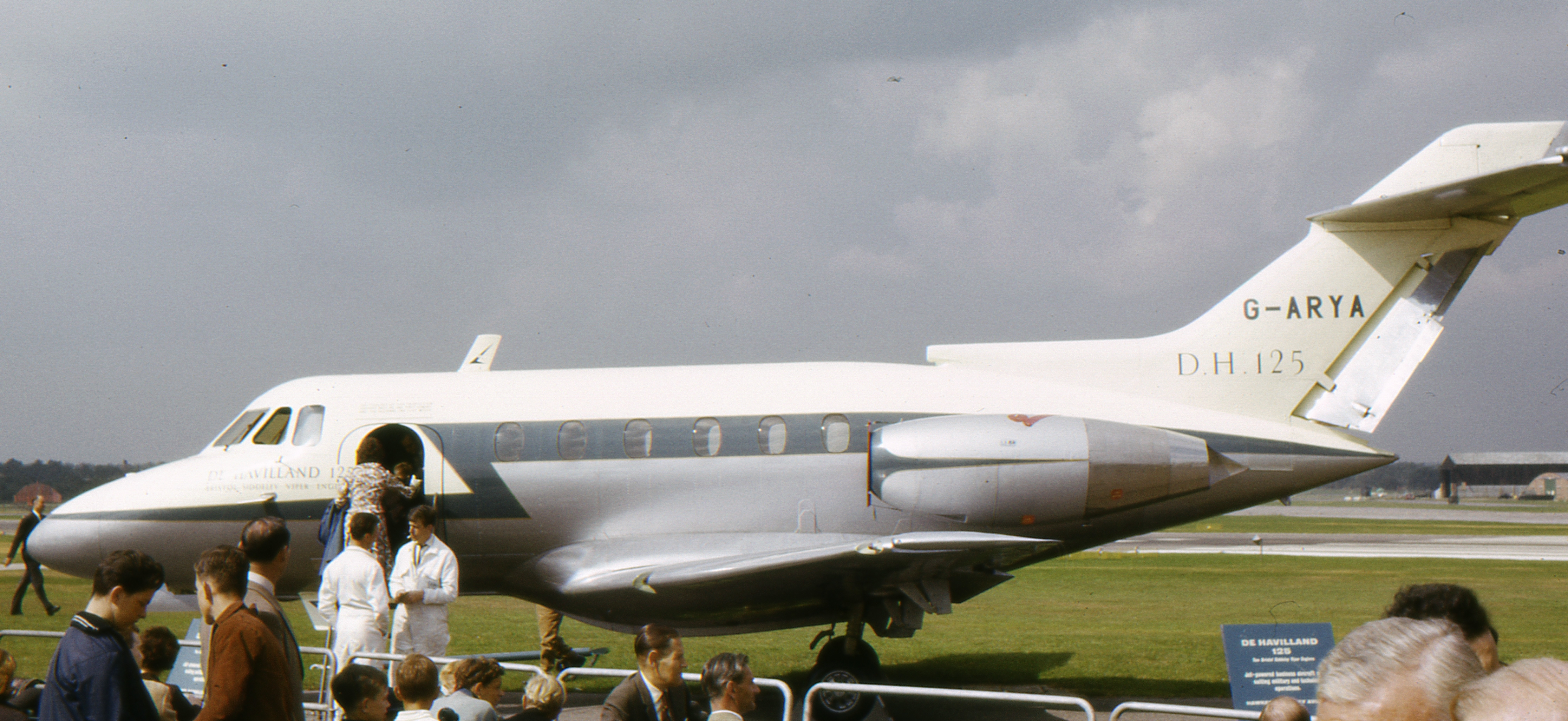
První prototyp De Havilland D.H.125 (G-ARYA)

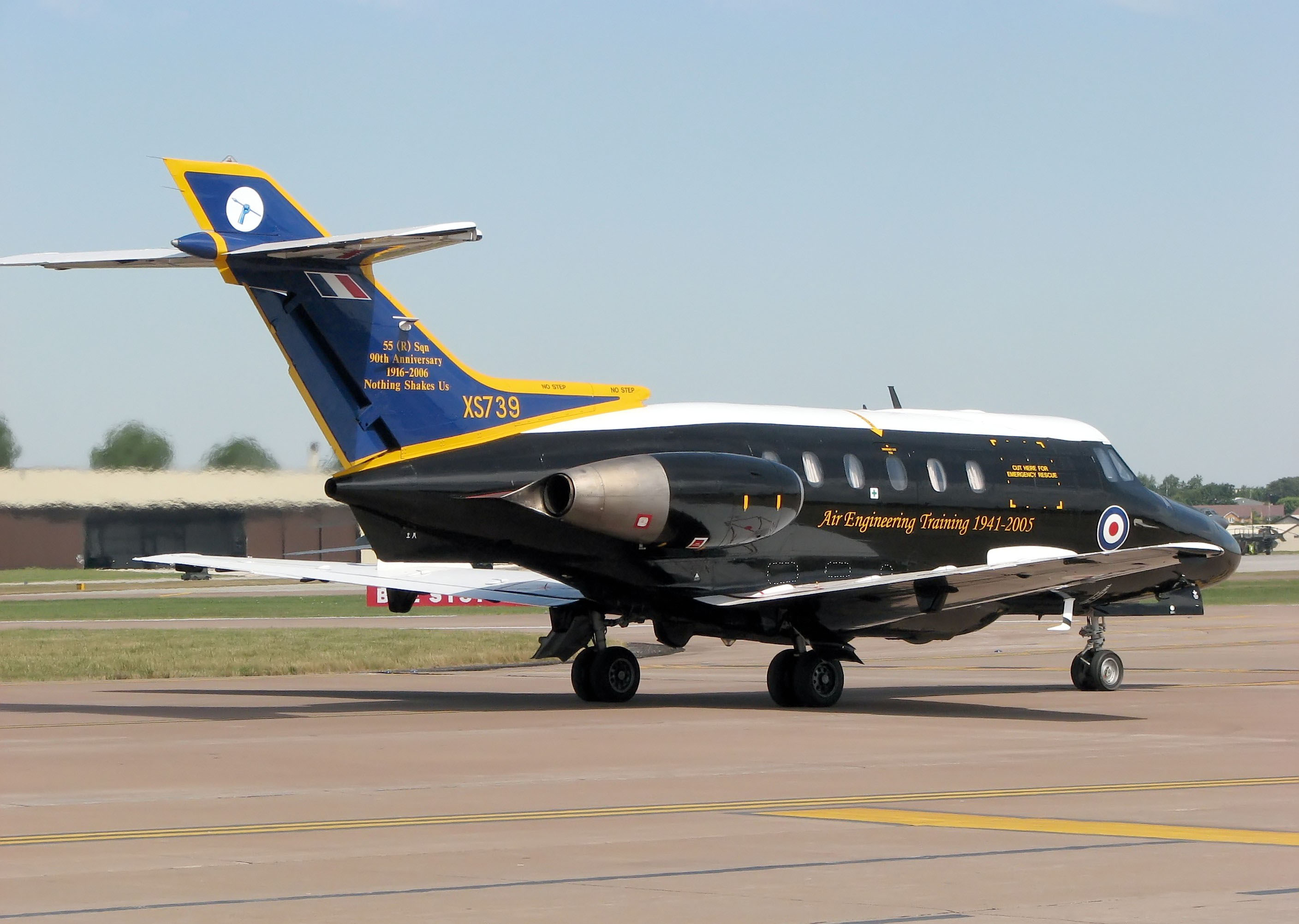
Dominie T Mk.1 (XS-739), RAF, 2006

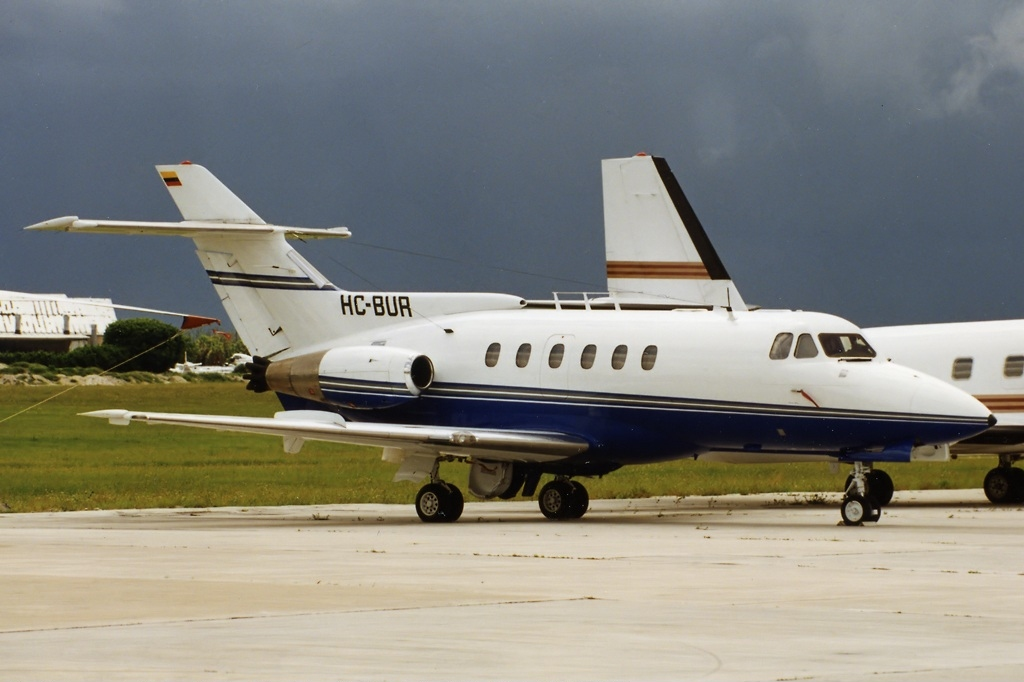
Hawker Siddeley HS-125-600A (HC-BUR), USA

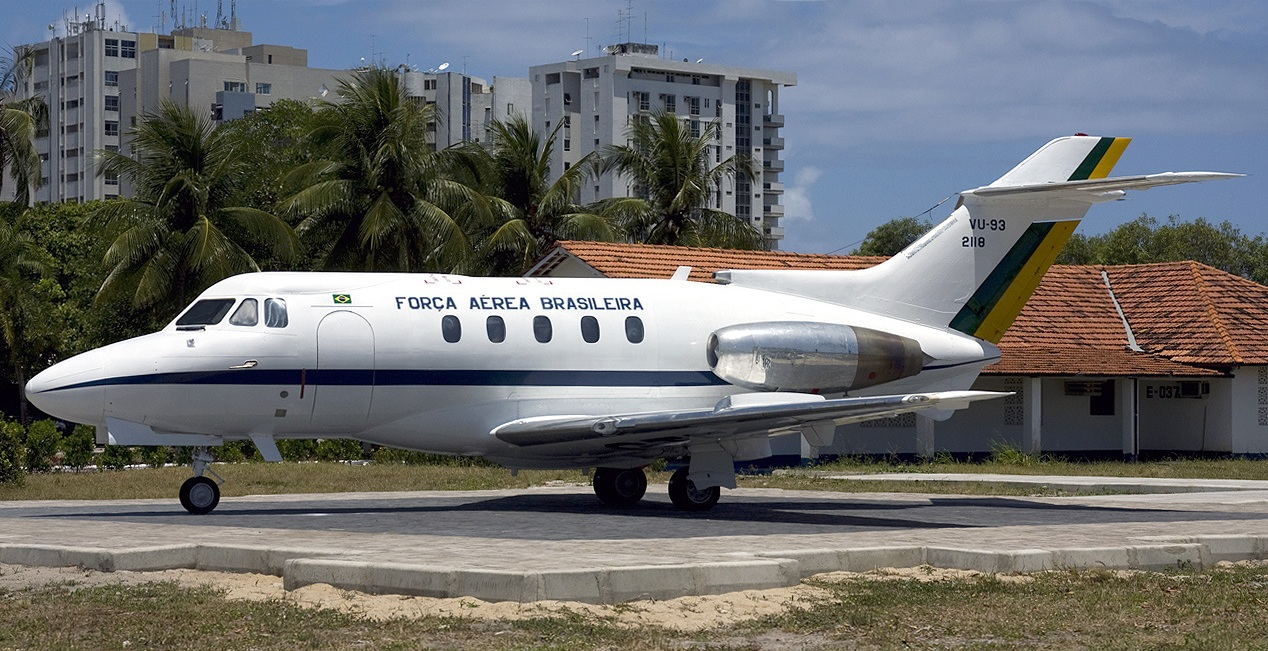
Hawker Siddeley HS-125-400A (VU-93), Forca Aérea Brasileira

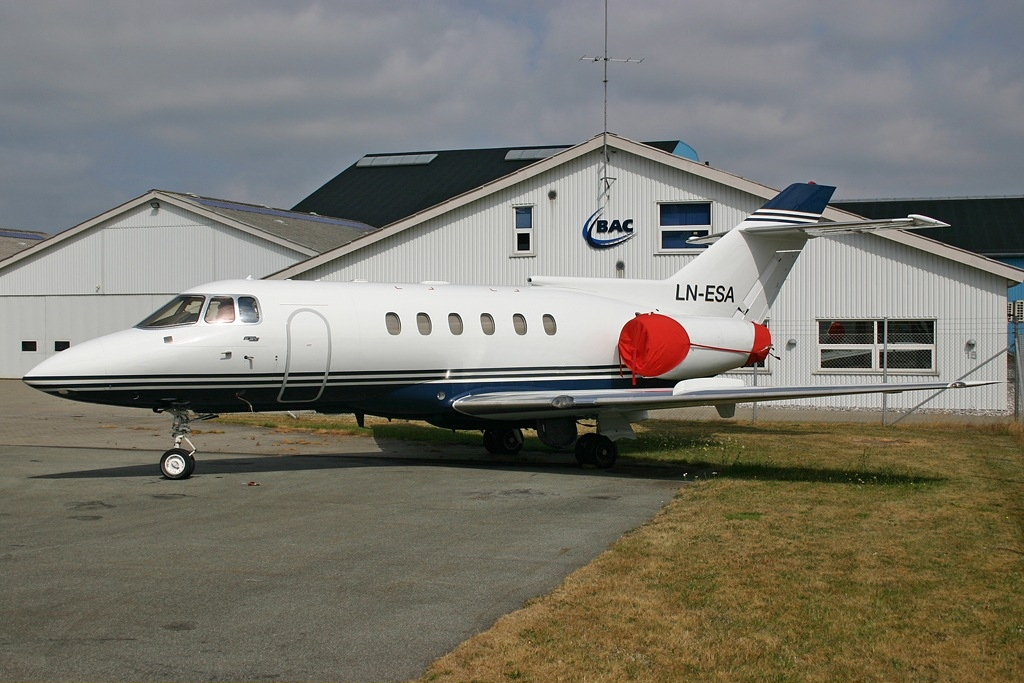
British Aerospace BAe 125-800B (LN-ESA), Dánsko

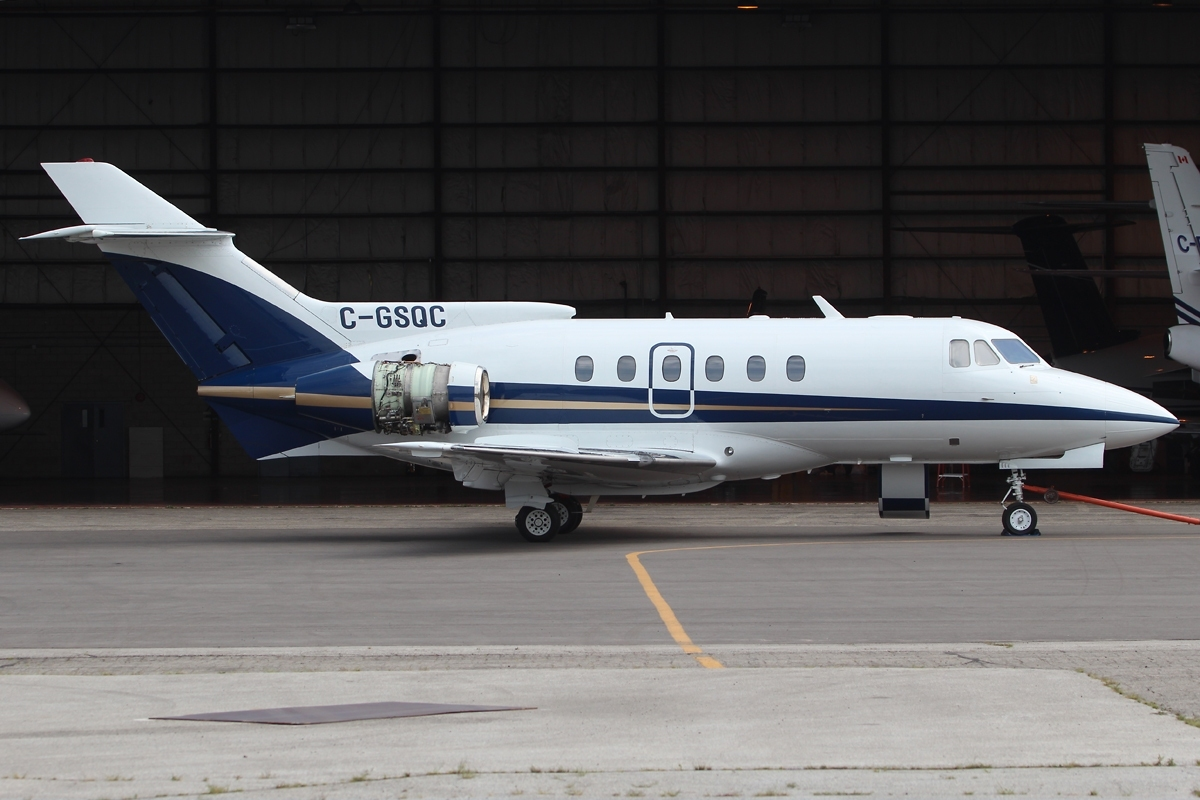
BAe 125-700A (C-GSQC), Toronto)

Původní projekt DH.125 Jet Dragon vznikl ve společnosti De Havilland Aircraft Company, kterým chtěla navázat na úspěch pístového letounu de Havilland Dove pro spádové tratě. Nový stroj měl mít mezikontinentální dolet při rychlostech okolo 800 km/h a splňovat požadavky cestujícího obchodníka na podstatně vyšší úroveň komfortu. Současně měl zachovat náklady na provoz letounu v obvyklých mezích pro dopravní stroje shodných rozměrů a kapacity.
Projektové práce byly zahájeny v dubnu 1961 a při koncepci stroje byly dodržovány především americké předpisy. D.H.125 byl dimenzován pro dva piloty a šest až osm cestujících v přetlakové kabině. Při výběru dvojice proudových motorů, umístěných na zádi trupu, zvítězily úspornější domácí motory Bristol Siddeley Viper před americkými General Electric J85. Křídlo o šípovitosti 20° mělo zaručovat dobré vlastnosti při nízkých rychlostech a dobré výkony během cestovního letu. Původní koncept počítal s ocasními plochami ve tvaru T.
První prototyp D.H.125 (imatrikulace G-ARYA) poprvé vzlétl 13. srpna 1962, druhý 12. prosince téhož roku.
První sériový letoun měl premiéru v únoru 1963. Od prototypů se odlišoval prodlouženou přední částí trupu z 14,15 na 14,42 m z důvodu zvětšení vstupních dveří. Snížení indukovaného odporu bylo dosaženo zvětšením rozpětí z 13,41 na 14,33 m. Všechny tři exempláře měly instalovány pohonné jednotky Viper 520 se statickým tahem po 13,33 kN. V době testů těchto letounů byla firma De Havilland začleněna do koncernu Hawker Siddeley, proto bylo prvních osm sériových kusů, vyrobených ještě v roce certifikace prototypů (1964), uvedeno na trh pod označením HS-125-1. Jejich vzletová hmotnost dosahovala 9070 kg.
Další produkce v roce 1965 byla rozdělena na varianty HS-125-1A s motory Viper 521 po 13,87 kN nebo s výkonnějšími Viper 522 po 14,94 kN pro export do USA, Kanady a Mexika a HS-125-1B s vybavením podle britských předpisů. Verze -1A byla vyrobena v počtu 64, -1B pak 13 kusů. Vzletová hmotnost se zvýšila na 9610 kg.
Dvacítku letounů HS-125-2 s Vipery 521 převzalo v roce 1965 RAF, které je používalo pro navigační výcvik pod názvem Dominie T Mk.1.
Stroje byly vybaveny povětrnostním radarem a pod záď přibyl malý kýl pro zvýšení směrové stability. Trup Dominie pojal dva navigátory-žáky, pilota a navigátora instruktora. Vzletová hmotnost opět vzrostla na 9615 kg.
Kromě prvních dvou exemplářů HS-125-3, vybavených na zakázku leteckého dopravce Qantas jako cvičná letadla pro školení osádek Boeingů 707, se třetí série vyznačovala zdokonalenými systémy klimatizace a vyššími výkony. Ve variantě DH-125-3A (32 kusů) vyhovoval předpisům FAA pro letadla transportní kategorie. Britské předpisy splňovala verze -3B (31 kusů). Na přání se od třetí série montovala přídavná palivová nádrž o objemu 510 l, umístěná pod ocasní část a zvyšující dolet o 410 km. Takto vybavené stroje mají v označení kód R či RA.
Na podzim roku 1968 byla ve výrobě zavedena verze HS-125-400A s modernějším provedením dveří se zabudovanými schody, zapuštěnými anténami a modernizovaným pilotním prostorem. Britských HS-125-400B bylo prodáno 47, „áček“ 69 kusů. Do série 400 se všechny letouny rozměrově shodovaly.
Zásadní rekonstrukcí původního draku, který byl zvětšen na délku 15,37 m, a silnějšími motory Viper 601 se statickým tahem po 16,8 kN, vznikla verze HS-125-600 zalétaná v roce 1972. V nejzákladnějším provedení dopraví 14 osob, v luxusním pak namísto původních šesti osm. Svislá ocasní plocha byla zvýšena, zahrotil se kryt radaru a zmizely poslední nezapuštěné nýty. V ocasní části trupu se rekonstrukce projevila zvětšením plochy břišního i hřbetního kýlu a zeštíhlením motorových gondol. Do kýlovky byla zabudována palivová nádrž. V provedení A vzniklo 33 kusů, v provedení B 39.
Dne 28. června 1976 vzlétla první verze s dvouproudovými motory, HS-125-700A/B. Zabudovaná dvojice pohonných jednotek Garret AiResearch TFE731-3-1H po 16,46 kN snížila hlučnost při 40% úspoře paliva. Letoun obdržel novou avioniku, tlakové centrální plnění paliva, zlepšené tvary aerodynamických krytů a přechodů a na přání obraceče tahu. V roce 1977, po znárodnění většiny leteckého průmyslu v Británii, se stala výrobcem HS-125 společnost British Aerospace. Typové označení se tak opět změnilo na BAe 125.
Další variantou ve výrobním programu British Aerospace se stala BAe 125-800A/B z roku 1983 se zvětšeným rozpětím křídla na 15,66 m s novým profilem, zaoblené čelní sklo, zvětšenou zásobou paliva a zvětšenou odtokovou hranou kormidla. Za pohon byly zvoleny dva turbodmychadlové motory Garret TFE-731-5 s tahem po 19,2 kN. Maximální přepravní kapacita byla 15 cestujících s dvoučlennou osádkou.

## Specifikace (HS 125 Series 600)

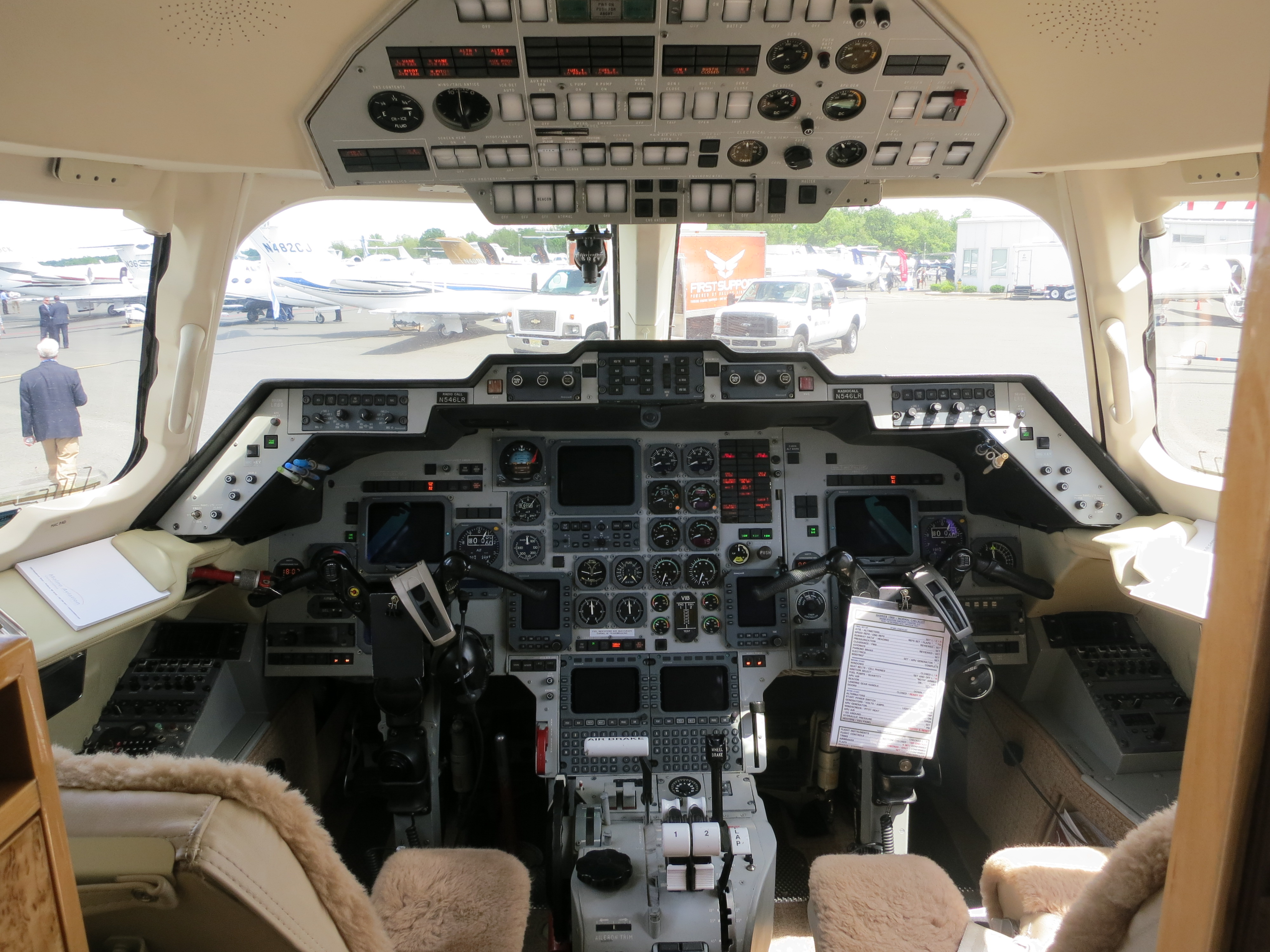
Kokpit stroje Hawker 1000, 2012

### Hlavní technické údaje
- Posádka: dva
- Kapacita: 8 pax (normalní rozmístění), 14 pax při vysoké hustotě sedadel
- Rozpětí: 14,33 m
- Délka: 15,39 m
- Nosná plocha: 32,80 m²
- Prázdná hmotnost: 5 683 kg
- Maximální vzletová hmotnost: 11340 kg
- Pohonná jednotka: 2 × proudový motor  Rolls-Royce Viper 601-22, každý o tahu 16,7 kN

### Výkony
- Maximální rychlost: 522 mph (454 uzlů, 840 km/h) v 8 500 m
- Cestovní rychlost: 464 mph (403 uzlů, 747 km/h) v 11 900 m
- Pádová rychlost: 96 mph (83 uzlů, 155 km/h) (klapky dole)
- Dolet: 1 796 mi (1 560 nmi, 2 891 km) s max. palivem a zatížením
- Dostup: 12 500 m
- Počáteční stoupavost: 24,9 m/s